# لیستر موتور
لیستر موتور (انگلیسی: Lister Motor) شرکت خودروسازی بریتانیایی است، که در سال ۱۹۵۴ توسط برایان لیستر تأسیس شد.